# Dean Wright
Vous pouvez aider à l'améliorer ou bien discuter des problèmes sur sa page de discussion.
- Il ne cite pas suffisamment ses sources. Vous pouvez indiquer les passages à sourcer avec {{référence nécessaire}} ou {{Référence souhaitée}}, et inclure les références utiles en les liant aux notes de bas de page. (Marqué depuis mars 2024)
- Certaines informations devraient être mieux reliées aux sources mentionnées dans la bibliographie ou les liens externes. Améliorez sa vérifiabilité en les associant par des références. (Marqué depuis mars 2024)

- Archive Wikiwix
- Bing
- Cairn
- DuckDuckGo
- E. Universalis
- Gallica
- Google
- G. Books
- G. News
- G. Scholar
- Persée
- Qwant
- (zh) Baidu
- (ru) Yandex
- (wd) trouver des œuvres sur Wikidata

Dean Wright (né le 15 mai 1962) est superviseur des effets spéciaux, essentiellement connu pour son travail sur Le Seigneur des Anneaux et Le Monde de Narnia : Le Lion, la Sorcière blanche et l'Armoire magique.

## Biographie
Né au Michigan, Wright va à l'école du cinéma de l'Université d'Arizona pour poursuivre une carrière de réalisateur. Il déménage à Los Angeles en 1989, et travaille avec James Cameron Terminator 2 : Le Jugement dernier.
Il devient manager de la production des effets visuels pour la société d'effets visuels de James Cameron, Digital Domain. En collaboration avec le superviseur des effets visuels Rob Legato, Wright travaille sur Titanic. Le film remporte onze Oscars, parmi lesquels celui des meilleurs effets visuels. Wright est promu producteur des effets visuels et participe à la réalisation d'Au-delà de nos rêves, qui remporte à son tour un Oscar pour les meilleurs effets visuels.
Après avoir produit les effets visuels pour plusieurs autres projets, il rejoint le studio d'effets visuels Dream Quest Images.
En 2002, Wright est devient producteur des effets visuels des deux derniers films de la trilogie Le Seigneur des Anneaux. Il fait équipe avec Jim Rygiel, récompensé par un Oscar pour le premier opus. En 2003 Le Seigneur des anneaux : Les Deux Tours est distingué par huit Visual Effects Society awards, par le BAFTA et l'Oscar des meilleurs effets visuels.
Wright supervise les effets visuels de Le Monde de Narnia : Le Lion, la Sorcière blanche et l'Armoire magique d'Andrew Adamson.
En 2008 Wright entame la préparation de son premier film en tant que réalisateur, Kingdom Come, mais la production étant retardée, il est recruté pour réécrire et réaliser Cristeros, avec Andy Garcia, Peter O'Toole et Eva Longoria. Cristeros sort en 2012.

## Filmographie
- 1997 : Titanic, manager de la réalisation des effets visuels
- 1998 : Au-delà de nos rêves, producteur des effets visuels
- 1999 : L'Homme bicentenaire, producteur délégué aux effets visuels
- 2000 : 60 Secondes chrono, producteur délégué aux effets visuels
- 2000 : Incassable, Producteur délégué aux effets visuels
- 2002 : Le Règne du feu, Producteur délégué aux effets visuels
- 2002 : Le Seigneur des anneaux : Les Deux Tours, producteur des effets visuels
- 2003 : Le Seigneur des anneaux : Le Retour du roi, producteur des effets visuels
- 2005 : Le Monde de Narnia : Le Lion, la Sorcière blanche et l'Armoire magique, superviseur des effets visuels
- 2008 : Le Monde de Narnia : Le Prince Caspian, superviseur des effets visuels
- 2012 : Cristeros, réalisateur, scénariste